# Ali Al-Salem Al-Sabahstadion
Het Ali Al-Salem Al-Sabahstadion is een multifunctioneel stadion in Farwaniya, een stad in Koeweit. Het stadion wordt vooral gebruikt voor voetbalwedstrijden, de voetbalclub Al-Nasr SC maakt gebruik van dit stadion. In het stadion is plaats voor 10.000 toeschouwers.
In 2012 werd van dit stadion gebruik gemaakt voor het West-Aziatisch kampioenschap voetbal 2012.